# David Bissett
David Bissett (n. 26 septembrie 1979, Edmonton, Alberta, Canada) este un bober ce a reprezentat Canada, medaliat olimpic. A participat la 3 ediții ale Jocurilor Olimpice (2006, 2010, 2014) în care a câștigat o medalie de bronz.